# 1 Pułk Huzarów (Cesarstwo Niemieckie)

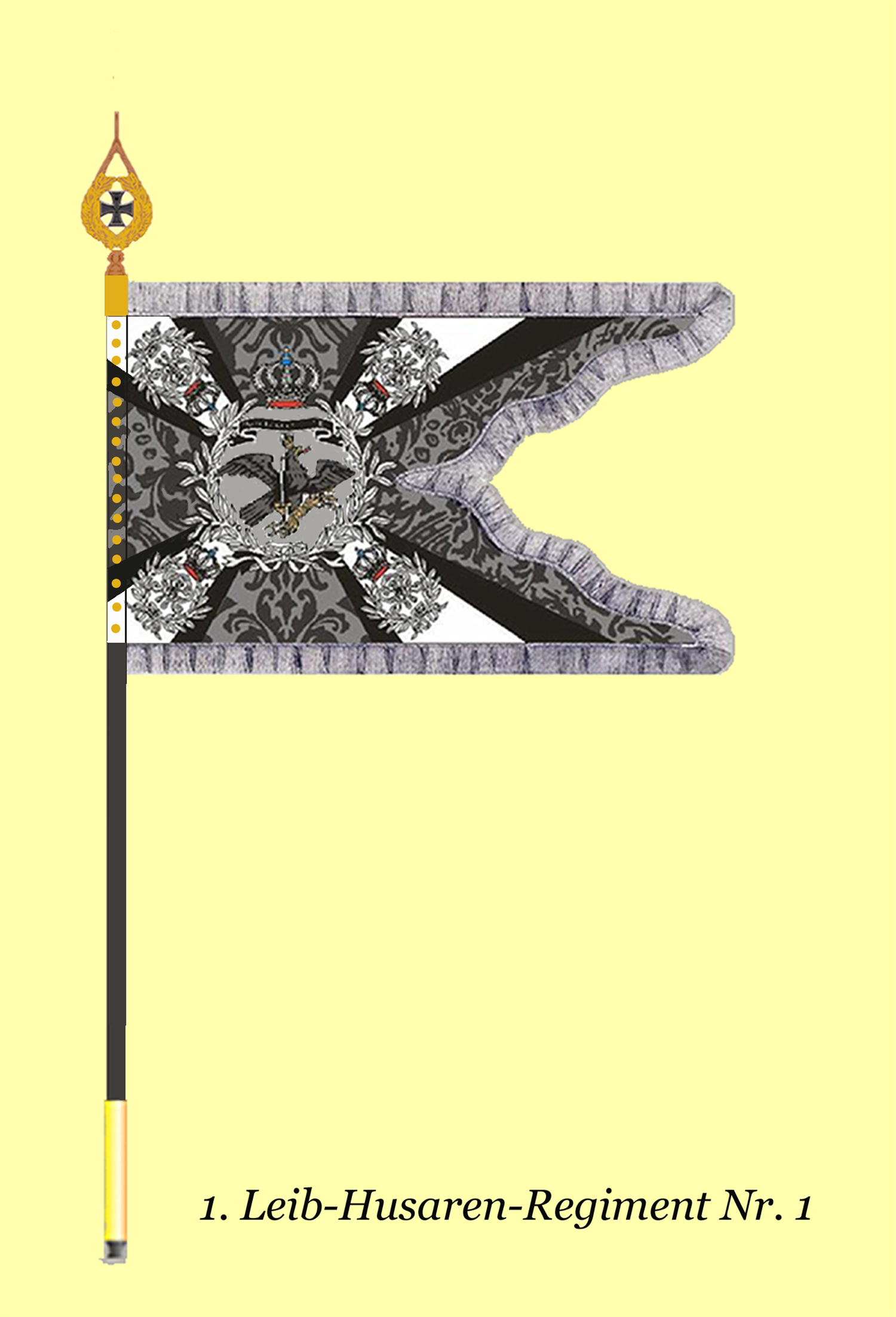
Sztandar

1 przyboczny pułk huzarów (niem. 1. Leib-Husaren-Regiment Nr. 1) – pułk huzarów Cesarstwa Niemieckiego.
Pułk sformowany 9 sierpnia 1741 . W latach 1815–1817 jeden z jego szwadronów stacjonował w Poznaniu.
Stacjonował w Gdańsku, od 1901 w Gdańsku-Wrzeszczu, był przyporządkowany do XVII Korpusu Armijnego.

 Wiosną 1914 był w strukturze Brygady Huzarów Gwardii z 36 Dywizji Piechoty.
W wyniku mobilizacji, w sierpniu 1914 pułk osiągnął gotowość bojową i w składzie Brygady Huzarów Leibgwardii z 2 Dywizji Kawalerii został wysłany na front zachodni.

## Schemat organizacyjny
- XVII Korpus Armii Niemieckiej – Gdańsk, dowódca: generał kawalerii August von Mackensen
  - 36 Dywizja Piechoty (36. Infanterie-Division) – Gdańsk, dowódca: generał major Konstanz von Heineccius
    - Przyboczna Brygada Huzarów (Leib-Husaren-Brigade) w Gdańsku (Danzig), dowódca: Graf von Schmettow
      - 1 przyboczny pułk huzarów  w Gdańsku-Wrzeszczu (Danzig-Langfuhr)

## Historia

### Utworzenie

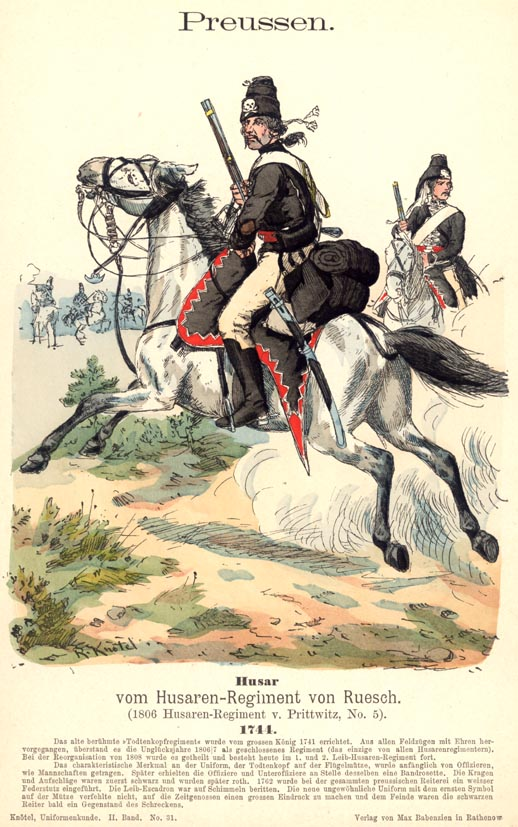
Huzar 5 pułku huzarów von Ruesch w 1741, grafika R. Knötel

Utworzony na mocy A.K.O (Allerhöchste Kabinettsordre, rozporządzenie królewskie) króla Fryderyka II z 9 sierpnia 1741 jako 5 Pułk Huzarów (H 5) pruskiej armii, otrzymał później oznaczenie Pułk Czarnych Huzarów (niem. Regiment Schwarze Husaren). Pierwszym dowódcą pułku został major von Mackroth, jednak jednostka nie nosiła jego imienia. Do 5 września sformowano pięć szwadronów i przypisano im garnizony w Gołpdapi (Goldap), Ełku (Lyck), Darkiejmach (Darkehmen, dziś Oziorsk w obwodzie królewieckim), Giżycku (Lötzen), Olecku (Oletzko), Stołupianach (Stallupönen, dziś Niestierow w obwodzie królewieckim), Szyrwintach (Schirwindt, dziś Širvintos na Litwie) i Pilkałach (Pillkallen, dziś Dobrowolsk w obwodzie królewieckim).
Dopiero wraz z drugim dowódcą pułk zaczęto identyfikować, jak często wówczas czyniono, poprzez nazwisko i odtąd pułk nosił nazwę Husaren-Regiment von Ruesch. Z każdą zmianą dowódcy zmieniano także nazwę pułku. Jednostka nazywała się po kolei:
- od 9 maja 1762 Husaren-Regiment von Lossow
- od 18 października 1783 Husaren-Regiment von Hohenstock
- od 23 maja 1788 Husaren-Regiment von Göckingk
- od 29 grudnia 1794 Husaren-Regiment von Suter
- od 1804 Husaren-Regiment von Prittwitz

### Podział pułku i ewolucja nazwy
Na mocy A.K.O. z 20 grudnia 1808 pułk podzielono, tworząc z niego będący przedmiotem artykułu 1 Przyboczny Pułk Huzarów (1. Leib-Husaren-Regiment) w Gołdapi (Goldap) i 2 Przyboczny Pułk Huzarów (2. Leib-Husaren-Regiment) w Starogardzie Gdańskim (Preußisch Stargard). Dowódcą obu wciąż ściśle ze sobą powiązanych pułków pozostał generał Sigmund Moritz von Prittwitz. 7 maja 1817 1 Przyboczny Pułk Huzarów otrzymał nowy garnizon w Gdańsku. 7 maja 1861 nadano mu funkcjonujące do końca istnienia jednostki oznaczenie: 1 przyboczny pułk huzarów Nr. 1 (1. Leib-Husaren-Regiment Nr. 1). Kawalerzyści z 1 pułku przybocznego huzarów nr 1 zwani byli też Huzarami Śmierci - niem. Totenkopfhusaren, czyli dosł. Huzarami Trupiej Główki.
Po połączeniu obu pułków huzarów przybocznych (2 Przyboczny Pułk Huzarów stacjonował dotychczas w Poznaniu i Lesznie) w Przyboczną Brygadę Huzarów (Leib-Husaren-Brigade), przydzielono im na garnizon 14 września 1901 nowe koszary w Gdańsku-Wrzeszczu (Danzig-Langfuhr).

### Walki
W 1744 pułk huzarów von Ruesch walczył w II wojnie śląskiej pod Smatschną i Moldauthain. 23 listopada 1745 w szarży poprowadzonej przez generała Hansa Joachima von Zietena pod Katholisch-Hennersdorf (Henryków Lubański, niedaleko Zgorzelca) wraz z ówczesnymi 2 Pułkiem Huzarów (H 2), 8 Pułkiem Kirasjerów (K 8) i 9 Pułkiem Kirasjerów (K 9) rozbił trzy saskie pułki kirasjerów i pułk piechoty Sachsen-Gotha. Za okazane męstwo Fryderyk II nadał czarnym huzarom zdobyte jako łup bębny, utrzymane w pułku aż do 1918
W wojnie siedmioletniej (III wojnie śląskiej) pułk atakował w bitwie pod Sarbinowem (Zorndorf) 25 sierpnia 1758
W wojnie o sukcesję bawarską (1778/79) huzarów wykorzystywano jedynie jako forpoczty i do funkcji zwiadowczych.
W wojnie przeciw Napoleonowi z 1806/1807 pułk pozostał na terenie Polski, gdzie przemieszczono go aż do Torunia. Tam, 10 czerwca 1807, w walce przeciw francuskiemu 55 Pułkowi Piechoty Liniowej zdobył pułkowego orła.
Po pokoju w Tylży z 7 lipca 1807 Pułk Huzarów von Prittwitz pozostał jedynym pułkiem huzarskim pruskiej armii w pełnym stanie osobowym, jako że uniknął udziału w bitwach pod Jeną i Auerstedt (14 października 1806)
W pruskiej wojnie wyzwoleńczej (1813/14) pułk walczył w bitwach pod Grossbeeren (23 sierpnia 1813) i Lipskiem (16–19 października 1813). Po abdykacji Napoleona 14 kwietnia 1814 wraz z innymi zwycięskimi oddziałami wkroczył do Paryża.
W czasie powstania listopadowego, niepokojów Wiosny Ludów i powstania styczniowego pułk stacjonował jako zabezpieczenie na pruskiej granicy.
W wojnie siedmiotygodniowej przeciw Austrii pułk wziął udział w walkach w Czechach, w tym 3 lipca 1866 w bitwie pod Sadową.
Wojna francusko-pruska przyniosła huzarom przybocznym udział w bitwie pod Sedanem przeciw wojskom Cesarza Napoleona III. Następnie zostali przeniesieni do Armii Południowej w okolicy Orleanu, by 28 czerwca 1871 powrócić do macierzystego garnizonu.
Na początku I wojny światowej od 3 sierpnia 1914 1 Przyboczny Pułk Huzarów, tworząc wraz z siostrzanym 2 Przybocznym Pułkiem Huzarów Przyboczną Brygadę Huzarów, służył na froncie zachodnim. Huzarzy wzięli udział w I bitwie nad Marną i walkach wokół Arras. Jesienią 1914 przeniesiono ich na front wschodni. Tu walczyli w Galicji, pod Rygą i przy oblężeniach wysp Saaremaa i Hiuma. Dla wsparcia walki niepodległościowej w 1917 wysłano brygadę do Finlandii. Po brzeskim traktacie pokojowym z Rosją z 3 marca 1918 huzarzy pozostali obsadzeni na terenach Rosji. W styczniu 1919 powrócili do Gdańska, gdzie wiosną rozpoczęła się demobilizacja, a pułk zlikwidowano.
Tradycję 1 Przybocznego Pułku Huzarów przejął później (1934) 1 szwadron 5 Pułku Konnego Reichswehry w Białogardzie (Belgard).

## Umundurowanie

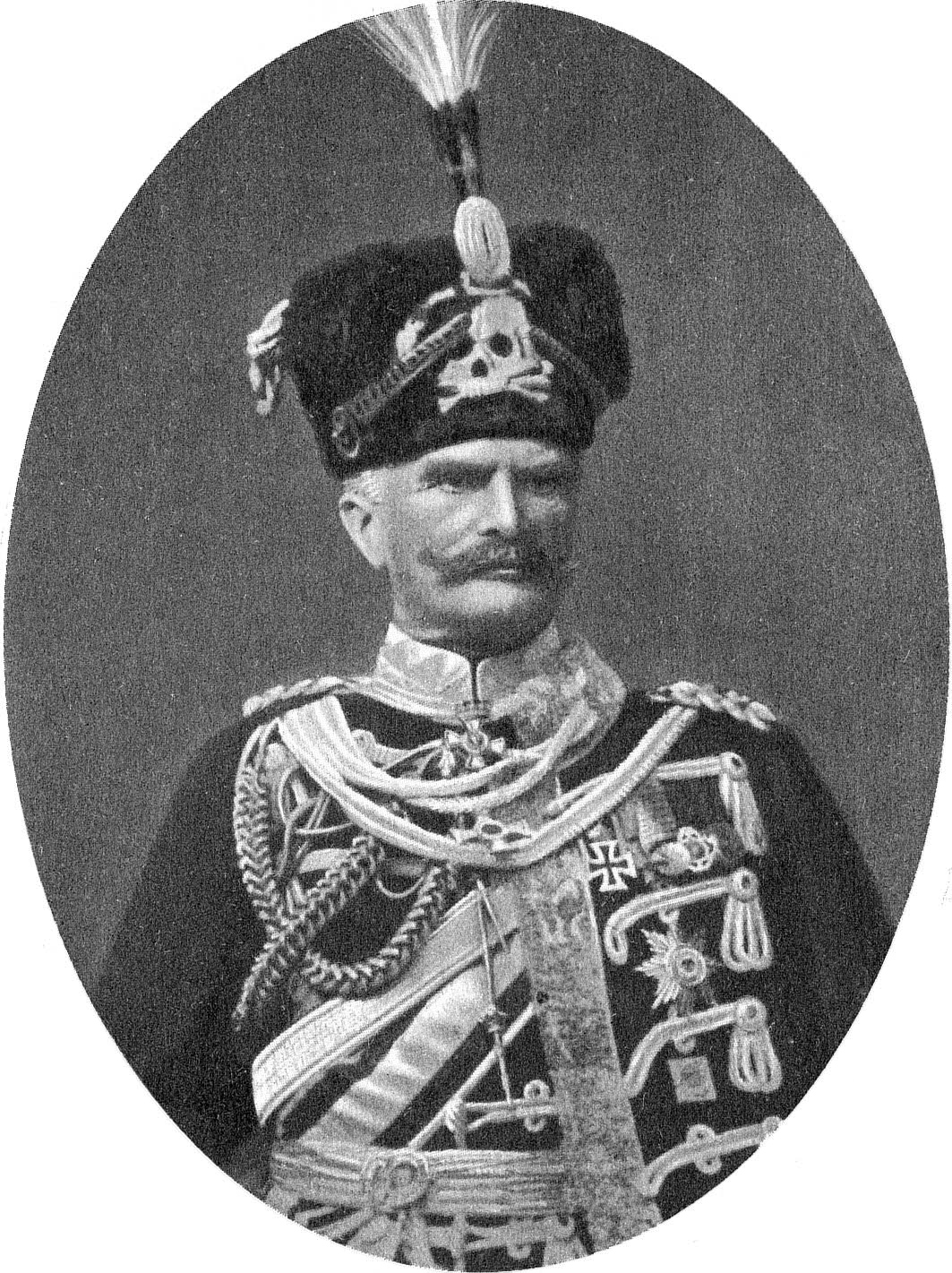
Mackensen w mundurze pułkowym

Czarna attyla z białym szamerunkiem.
Czarna futrzana czapka (Pelzmütze) wyposażona była w czerwony kołpak i, na parady, w czarno-biały pióropusz z końskiego włosia. Z przodu pomiędzy obszyciami a kokardą znajdowała się trupia główka z alpaki ze skrzyżowanymi piszczelami (Totenkopf). Kokarda i proporczyk na lancy były czarno-białe (oznaczenie pochodzenia z prowincji Prus Wschodnich). Należy zwrócić uwagę na różnicę formy i rozmiaru Totenkopf pułków przybocznych huzarów i 17 Pułku Huzarów (Brunszwickiego). Obydwa pułki z uwagi na wizerunek trupiej czaszki były nazywane „Totenkopfhusaren“.
Odnośnie do pochodzenia barw munduru, wobec braku dokładniejszych danych i nierzadkiej w ówczesnych Prusach improwizacji przy tworzeniu nowych jednostek, stawia się dwie hipotezy:
- dla umundurowania nowo powstałego pułku wykorzystano bele czarnego materiału, którym z okazji uroczystości pogrzebowych króla Fryderyka Wilhelma I przystrojono pałac w Poczdamie,
- koszty utworzenia pułku pokryte zostały z daniny i dóbr śląskiego klasztoru w Lubiążu (Leubus), jako forma kary za współpracę mnichów z Austriakami w 1740 W klasztorze tym wytwarzano całuny pogrzebowe przeważnie z czarnych materiałów z białymi czaszkami.

Zgodnie z nakazem A.K.O. z 14 lutego 1907 od lat 1909/1910 stopniowo zastępowano na okazję cesarskich manewrów z 1913 dawny barwny mundur mundurem polowym (M 1910) w kolorze Feldgrau. Także symboliczny szamerunek utrzymano w kolorze szarym. Elementy skórzane i buty były odtąd naturalnie brązowe, a czapkę przykrywano materiałowym nakryciem.
Pułkowe konie były umaszczenia siwego.